# Jura Gajdzica

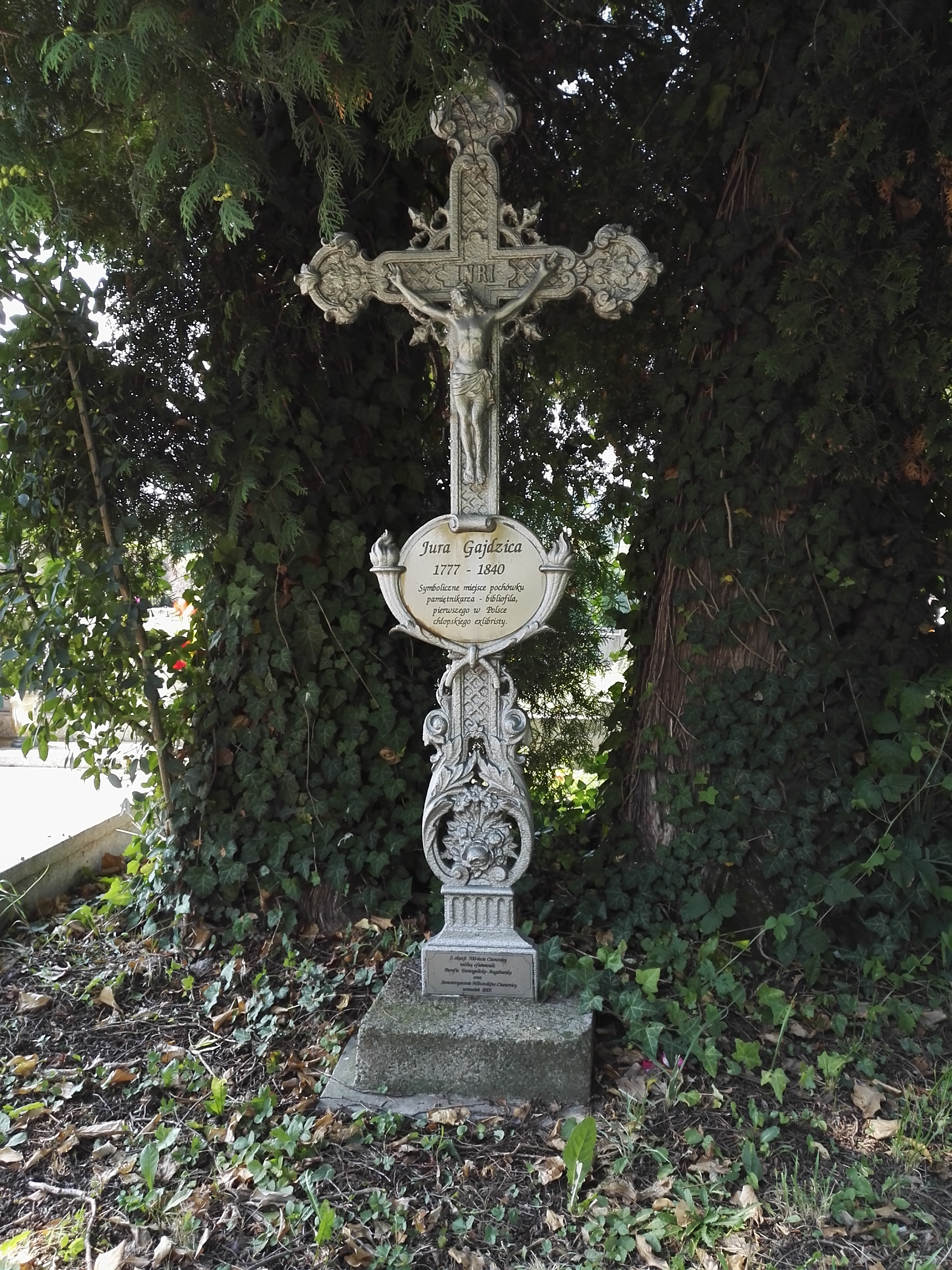
Symboliczne miejsce pochowku Jury Gajdzicy na cmentarzu w Cisownicy

Jura Gajdzica (także Jerzy Gajdzica; ur. 19 grudnia 1777 w Małej Cisownicy na Śląsku Cieszyńskim, zm. 16 lutego 1840 tamże) – chłop z Cisownicy, rolnik, furman, bibliofil, autor pamiętników, twórca pierwszego polskiego ekslibrisu chłopskiego.

## Życiorys
Syn Jerzego, chłopa-zagrodnika, i Marii z Malców. Czytać nauczył się w domu, później przez kilka lat uczył się w jednoklasowej szkole ewangelickiej w Ustroniu (założonej w roku 1785). Pracował na 15-morgowym gospodarstwie, które w roku 1794 przekazał mu ojciec. Był także woźnicą (furmanem), przewożąc rudy metali i sól z/do Słowacji.

## Twórczość
Gajdzica był jednym z najbardziej znanych (o ile nie najsławniejszym) śląskich "piśmiorzy", czyli autorów chłopskich "zapiśników" (pamiętników). Jego pamiętniki zachowały się i są do dziś nieocenionym źródłem wiedzy historycznej i socjologicznej o Śląsku Cieszyńskim i jego mieszkańcach początków XIX w. Pierwsza część jego pamiętnika pt. "Nieco z kroniki Cieszęski" zawiera chronologię ważnych dla Śląska Cieszyńskiego wydarzeń do końca XVIII w. Część druga pt. "Dlo pamięci rodu ludzkiego", obejmująca lata 1805-1840, to zapiski autora z czasów, gdy jako furman woził rudę żelaza ze Słowacji do ustrońskiej huty lub przemierzał szlak solny od Wieliczki po Preszburg (Bratysławę). Gajdzica gromadził książki i posiadał też wyjątkowo bogatą, jak na chłopa, bibliotekę z licznymi starodrukami (ponad 60 tomów), w części własnoręcznie oprawionymi. Co najmniej od roku 1812 posługiwał się też pierwszym w Polsce chłopskim ekslibrisem.
- Pamiętnik, wyd. J. Wantuła pt. "Pamiętnik gazdy Jury Gajdzicy z Cisownicy", cz. 1-2, Zaranie Śląskie 1930, zeszyt 3, s. 148-152; fragmenty z cz. 1 przedrukował S. Pigoń w: Wybór pisarzy ludowych, cz. 1, Wrocław 1947, s. 9-12
  - cz. 1: Dlo pamięci rodu ludzkiego
  - cz. 2: Nieco z kroniki cieszęśki

## Upamiętnienie
Postać Jury Gajdzicy upamiętniła Zofia Kossak w opowiadaniu pt. „Nieporozumienie” (w tomie pt. „Bursztyny”).